# Ureaplasmatická infekce
Ureaplasmatická infekce je infekce organismem z rodu Ureaplasma, obvykle Ureaplasma urealyticum.
Je významnou příčinou negonokové uretritidy.